# Морру-Реутер
Морру-Реутер (порт. Morro Reuter)  —  муниципалитет в Бразилии, входит в штат Риу-Гранди-ду-Сул. Составная часть мезорегиона Агломерация Порту-Алегри. Входит в экономико-статистический  микрорегион Грамаду-Канела. Население составляет 5548 человек на 2006 год. Занимает площадь 88,066 км². Плотность населения — 63,0 чел./км².

## История
Город основан 20 марта 1992 года. 

## Статистика
- Валовой внутренний продукт на 2003 составляет 70.400.036,00 реалов (данные: Бразильский институт географии и статистики).
- Валовой внутренний продукт на душу населения на 2003 составляет 13.310,65 реалов (данные: Бразильский институт географии и статистики).
- Индекс развития человеческого потенциала на 2000 составляет 0,834 (данные: Программа развития ООН).

## География
Климат местности: субтропический.